# Marina Kuzina
Marina Vjatjeslavovna Kuzina (ryska: Марина Вячеславовна Кузина), född den 15 juli 1985 i Moskva i Sovjetunionen (nu Ryssland), är en rysk basketspelare som var med och tog OS-brons 2008 i Peking. Detta var andra gången i rad Ryssland tog bronsmedaljen i damklassen vid de olympiska baskettävlingarna.